# Carolyn G. Hart
Carolyn Gimpel Hart (ur. 25 sierpnia 1936 w Oklahoma City) – amerykańska pisarka, autorka powieści i opowiadań kryminalnych.

## Życiorys
Ukończyła studia na kierunku dziennikarskim University of Oklahoma w 1958, następnie rozpoczęła pracę jako reporterka „The Norman Transcript”. W latach 1959–1960 pracowała w dziale public relations University of Oklahoma. 
10 czerwca 1958 wyszła za mąż za Philipa D. Harta. Zamieszkali w rodzinnej Oklahomie, mają dwójkę dzieci. Pierwszą książką Carolyn G. Hart był, wydany w 1964, kryminał dla najmłodszych. W ciągu swojej, trwającej nadal, pisarskiej kariery Hart wydała wiele klasycznych kryminałów, z których kilkanaście zostało wyróżnionych, m.in. Agatha Award i Anthony Award. Carolyn Hart jest również członkinią i byłą przewodniczącą amerykańskiego stowarzyszenia The Sisters in Crime, wspierającego pisarki tworzące literaturę kryminalną i sensacyjną.

## Twórczość

### Powieści
- Dangerous Summer (1968)
- No Easy Answers (1970)
- Rendezvous in Veracruz (1972)
- Danger, High Explosives! (1972)
- Flee from the Past (1975)
- A Settling of Accounts (1976)
- Escape from Paris (1982)
- The Rich Die Young (1983)
- Death by Surprise (1983)
- Castle Rock (1983)
- Skulduggery (1984)
- The Devereux Legacy (1986)
- Brave Hearts (1987)
- The Secret of the Cellars (1998)
- Letter from Home (2003)

Cykl „Śmierć na żądanie”
- Death on Demand (1987) – wyd pol. Śmierć na żądanie, Prószyński i S-ka 1997
- Design for Murder (1988)
- Something Wicked (1988)
- Honeymoon with Murder (1988)
- A Little Class on Murder (1989)
- Deadly Valentine (1990)
- The Christie Caper (1991) – wyd pol. Morderstwo według Agathy Christie, Prószyński i S-ka 1997
- Southern Ghost (1992)
- Mint Julep Murder (1995)
- Yankee Doodle Dead (1998)
- White Elephant Dead (1999)
- Sugarplum Dead (2000)
- April Fool Dead (2002)
- Engaged to Die (2003)
- Murder Walks the Plank (2004)
- Death of the Party (2005)
- Dead Days of Summer (2006)
- Death Walked In (2008)
- Dare to Die (2009)
- Laughed 'Til He Died (2010)
- Dead by Midnight (2011)
- Death Comes Silently (2012)

Cykl z Henrie O
- Dead Man's Island (1993)
- Scandal in Fair Haven (1994)
- Death in Lovers' Lane (1997)
- Death in Paradise (1998)
- Death on the River Walk (1999)
- Resort to Murder (2001)
- Set Sail for Murder (2007)

Cykl z Bailey Ruth Raeburn
- Ghost at Work (2008)
- Merry, Merry Ghost (2009)
- Ghost In Trouble (2010)

### Zbiory opowiadań
- Crimes of the Heart (1995)
- Crime on her Mind (1999)
- Love & Death (2001)
- Secrets and Other Stories of Suspense (2008)

### Inne publikacje
- The Sooner Story 1890-1980 (1980) – napisana wspólnie z Charlesem F. Longiem